# Manyara
Manyara je jedna od 30 regija u Tanzaniji. Središte regije je u gradu Babatiju.

## Zemljopis
Regija Manyara nalazi se u sjeveroistočnom dijelu Tanzanije, prostire se na 46.359 km². Susjedne tanzanijske regije su Aruša na sjeveru, Kilimandžaro na sjeveroistoku, Tanga na istoku, Dodoma na jugu, Singida na jugoistoku te Šinjanga na jugozapadu.

## Stanovništvo
Prema podacima iz 2003. godine u regiji živi 1 040 461 stanovnik, dok je prosječna gustoća naseljenosti 22 stanovnika na km².

## Podjela
Regija je podjeljena na pet distrikta: Mbulu, Babati, Hanang, Simanjiro i Kiteto.